# Dinu Lipatti
Dinu Lipatti (19 de març de 1917 - 2 de desembre de 1950) va ser un pianista i compositor romanès la carrera del qual es tallà tràgicament amb la seva prematura mort a causa de la malaltia de Hodgkin, a l'edat de 33 anys. Malgrat la curta carrera i una quantitat d'enregistraments relativament petita, Lipatti és considerat com un dels millors pianistes del segle xx.

## Biografia
Lipatti va néixer el 19 de març de 1917 a Bucarest (Romania) en el si d'una família musical: el seu pare era violinista, la seva mare pianista, i el seu padrí era el violinista i el compositor George Enescu. Va estudiar a l'Institut Gheorghe Lazr i al Conservatori de Bucarest quan el dirigia Mihail Jora.
El 1934 va quedar en segon lloc en el Concurs Internacional de Piano de Viena, que presidia el famós pianista Alfred Cortot, que creia que era ell qui havia d'haver guanyat, i va dimitir com a membre del jurat en senyal de protesta. Lipatti després va estudiar a París amb Cortot, Nadia Boulanger –amb qui va enregistrar el Valsos, Op. 39 de Johannes Brahms–, Paul Dukas i Charles Münch.
La carrera de Lipatti va quedar interrompuda per la Segona Guerra Mundial. Encara que continuà donant concerts per tot Europa, incloent-hi territoris ocupats pels nazis, finalment el 1943 va fugir de Romania i marxà amb la seva dona Madeleine, una notable professora de piano, a Ginebra (Suïssa), on entrà de professor de piano al conservatori, i on entre els seus alumnes tingué l'italo-suís Orazio Frugoni. Els primers símptomes de la seva malaltia van començar a aparèixer i va limitar el seu nombre de concerts.
Lipatti donà el seu darrer recital, que va ser enregistrat, el 16 de setembre de 1950, a Besançon (França). Malgrat la severa malaltia, l'enregistrament és una de les grans joies de la música, amb la Partita núm. 1 de Bach, la Sonata en la menor de Mozart, Impromptus de Schubert, tretze Valsos de Chopin, i la transcripció de Myra Hess del coral Jesu meine Freude de Bach. Moria uns 3 mesos més tard, el 2 de desembre de 1950, a Ginebra (Suïssa). Lipatti està enterrat al cementiri de Chêne-Bourg, al costat de la seva dona.

## Repertori
Lipatti destaca especialment per les seves interpretacions de Chopin, Mozart i Bach, però també va enregistrar Ravel (Alborada del Gracioso), Liszt, Enescu, i els concerts per a piano de Schumann i Grieg. El seu enregistrament dels Valsos de Chopin són un referent mundial i han estat molt de temps un dels favorits de molts amants de la música clàssica.
Lipatti també va ser compositor, i va escriure en un estil neoclàssic, amb influències franceses i romaneses. El 1997 va ser nomenat pòstumament membre de l'Acadèmia Romanesa.

## Enregistraments destacats
- 1939 - Johannes Brahms, Valsos Op. 39, amb Nadia Boulanger.
- 1947 - Robert Schumann, Concert per a piano, amb Herbert von Karajan i l'Orquestra Philharmonia
- 1948 - Edvard Grieg, Concert per a Piano, amb Alceo Galliera i l'Orquestra Philharmonia
- 1948 - Frédéric Chopin, Valsos
- 1950 - Robert Schumann, Concert per a piano, amb Ernest Ansermet i l'Orquestra de la Suisse Romande
- 1950 - Darrer recital a Besançon (música de Bach, Mozart, Schubert, i Chopin)